# Rudolf Ahlswede
Rudolf F. Ahlswede (Dielmissen, 15 de setembro de 1938 — Polle, 18 de dezembro de 2010) foi um matemático alemão.
Estudou matemática, física e filosofia. Obteve o doutorado em 1966 na Universidade de Göttingen.

## Livros
- R. Ahlswede and I. Wegener, Suchprobleme, Teubner Verlag, Stuttgart, 1979.
- R. Ahlswede and I. Wegener, Search Problems, English Edition of "Suchprobleme" with Supplement of recent Literature,
- R.L. Graham, J.K. Leenstra, and R.E. Tarjan (Eds.), Wiley-Interscience Series in Discrete Mathematics and Optimization, 1987.
- I. Althöfer, N. Cai, G. Dueck, L. Khachatrian, M.S. Pinsker, A. Sárkozy, I. Wegener and Z. Zhang (Eds.),Numbers, Information and Complexity, 50 articles in honour of Rudolf Ahlswede, Kluwer Academic Publishers, Boston, 2000.
  - http://www.mathematik.uni-bielefeld.de/ahlswede/books/kluwer.html
- R. Ahlswede, L. Bäumer, N. Cai, H. Aydinian, V. Blinovsky, C. Deppe, and H. Mashurian (Eds.), General Theory of Information Transfer and Combinatorics, Lecture Notes in Computer Science, Springer-Verlag, Vol. 4123, 2006.
  - http://www.springer.com/computer/foundations/book/978-3-540-46244-6
- R. Ahlswede, L. Bäumer, and N. Cai (Eds.), General Theory of Information Transfer and Combinatorics, Discrete Applied Mathematics, Volume 156, Issue 9, 2008.
  - http://www.sciencedirect.com/science/issue/5629-2008-998439990-684519
- R. Ahlswede and V. Blinovsky, Lectures on Advances in Combinatorics, Universitext, Springer-Verlag, 2008.
  - http://www.springer.com/math/numbers/book/978-3-540-78601-6